# 四大家族 (蒋宋孔陈)

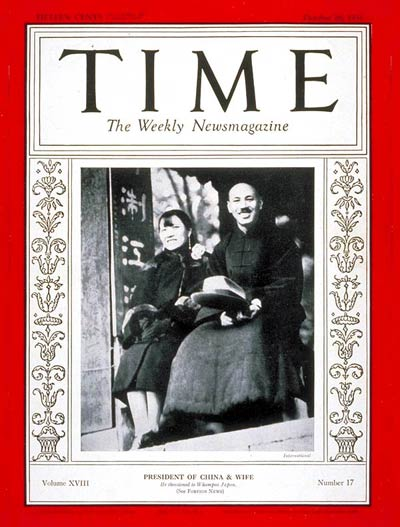
蒋中正夫妇登上美国时代周刊封面，1931年10月26日

四大家族，或蒋宋孔陈四大家族，即蔣中正家族、宋嘉澍家族、孔祥熙家族和陈其美家族，其成員有多人擔任中華民國政府或中國國民黨的重要職位。曾有「蒋家天下陈家党，宋家姐妹孔家财」的說法，其中只有陳家與蔣宋孔三家沒有姻親關係。

## 詞源
民國時期蔣、宋、孔、陳「四大家族」的說法，最早是在1920年代由中國共產黨早期領導者瞿秋白提出，但當時並未流行開來。直到國共內戰時期，中共中央文膽陳伯達撰寫《中國四大家族》一書時，指稱該「四大家族」借抗戰名義斂財，透過媒體與書籍的鼓吹才廣為流傳。

## 各家族主要人物

### 蒋家
- 蔣中正，中華民國總統、国民政府军事委员会委员长、四大银行联合办事总处（即四联总处）主席（相当于战时财政部长兼央行行长）
- 蔣經國，蔣中正之子、中華民國總統
- 蔣緯國，蔣中正養子

### 宋家
- 宋靄龄，孔祥熙之妻
- 宋庆龄，中華民國第一夫人，孫中山之妻，中华人民共和国副主席、名誉主席，中苏友好协会中方会长
- 宋子文，宋美龄的哥哥，轮船招商局、雍兴实业股份有限公司、扬子电气公司、淮南路矿公司、汉口既济水电公司、中国汽车制造公司控制人
- 宋美齡，中華民國第一夫人，蒋中正之妻，中美实业公司控制人
- 宋子良，中国进出口贸易公司控制人
- 宋子安，宋美齡之弟

### 孔家
- 孔祥熙，宋霭龄之夫，中国兴业公司及长江公司控制人
- 孔令侃，孔祥熙長子，扬子建业公司控制人
- 孔令仪，孔祥熙長女
- 孔令俊，孔祥熙次女，又名孔令伟，恒义升公司控制人，2006年中華民国国税局称孔令伟去世前不久曾经卖股获利，要求其唯一的继承人，年已90岁的长姊孔令仪补缴遗产税1亿5,700万新台幣。
- 孔令傑，孔祥熙次子

### 陈家
- 陈其美，蒋中正的結拜義兄
- 陈其采，陈其美弟，太平兴业公司控制人
- 陈果夫，陈其美姪子，負責國民黨黨務
- 陈立夫，陈果夫弟，國民政府黨政大員

## 爭議
陈伯达在其所著《中国四大家族》一书中，主張四大家族控制了中华民国全部中央企业、四大银行和大部分金融业、工业、农业、交通运输业。中华人民共和国官方的人民出版社前副社长曾彦修認為，以現在的觀點看，陳伯達這本書更接近是政治宣傳文宣而不是嚴謹的學術著作，參考價值不高。
美國史丹佛大學胡佛研究所研究員郭岱君認為：陈伯达既不是歷史學家，也不是學者，他的創作基本上是宣傳品。其著作《四大家族》裡頭有許多謬誤，如陈果夫、陈立夫管黨務但以清廉出名。蔣中正、蔣經國管政也非常清廉。而孔宋家族原本就是巨富，孔祥熙、宋嘉澍還曾是孫中山革命時期的金主，宋子文的總財產約七八百萬美元，至今沒有查到貪污的具體事證。
据美国底特律大学教授戴鸿超的研究，日本当局确曾在战时制造过国民政府高层财富的谣言。其中最著名一例，即通过散布所谓国府政要在外国银行的存款，宣传「宋子文是1940年代的世界首富」。美国联邦调查局因此秘密调查了宋在美国花旗银行与大通银行的存款，据1983年解密的美國调查局文件，「证明这一消息是来自日本的战时谣言」。考虑到日軍“登部队”本身即负有对华宣传战的任务，所谓登集团所做的中國黨政要員的財產統計其真实性，是极为可疑的。

名列四大家族之一的陳立夫，在中華民國政府撤退來台後，負起大陸失敗的政治責任遠離政治移居到美國，在美國為了謀生跟朋友合夥並借錢開起了養雞場，並製作一些食品供應當地中國城的商家。

### 其他
- 《剑桥中华民国史·官僚主义的恢复与资产阶级的衰落·1927—1937年》
- 《蔣宋孔陳 : 中國四大家族》，陳伯達，一橋出版
- 《蒋氏家族私密生活相册——震撼一个时代的王朝》
- 陈廷一:《宋子文大传》，团结出版社
- 《论官僚资本》，郑振铎

## 外部連結
- 民国时期德国帮助筹建中国中央钢铁厂研究 （页面存档备份，存于）
- 民国时期中国汽车制造公司总厂旧址及界碑
- 《上海地方志》——中国纺织建设公司 （页面存档备份，存于）
- 《上海地方志》——上海广播电视发展史 （页面存档备份，存于）